# Czarna Taraska
Czarna Taraska – rzeka, lewy dopływ Czarnej (dopływu Pilicy koło Sulejowa) o długości 17,71 km. 
Płynie w województwie świętokrzyskim. Swój początek bierze w miejscowości Mniów i płynie na północny zachód, wzdłuż drogi krajowej nr 74, między innymi przez miejscowości: Pielaki, Pieradła, Królewiec, Adamów, Matyniów, Miedzierza, Wólka Smolana. Wpada do Czarnej w miejscowości Sielpia Mała.